# Bassett Maguire
Bassett Maguire (Gadsden, 4 agosto 1904 – New York, 6 febbraio 1991) è stato un botanico statunitense, per anni curatore capo del giardino botanico di New York, noto anche per essere stato alla guida di numerose spedizioni scientifiche sullo Scudo della Guiana, in Brasile e Venezuela.
| Maguire è l'abbreviazione standard utilizzata per le piante descritte da Bassett Maguire. Consulta l'elenco delle piante assegnate a questo autore dall'IPNI. |